# Palazzo dell'Annunziata
Le Palazzo dell'Annunziata est un bâtiment situé sur la Piazza Vittorio Veneto à Matera, en Basilicate.

## Histoire et description
La date de construction est de 1735, comme l'indique l'architrave d'une des entrées du monastère cloîtré, celle du « parloir ». L'architecte Vito Valentino di Bitonto est chargé du projet avec l'approbation de la Commission papale de Rome. En témoigne la convention entre les religieuses dominicaines et Valentino lui-même qui, vu l'urgence, s'engage à réaliser les travaux en cinq ans . En 1734 le projet était prêt, en 1735 les travaux avançaient déjà à plein régime, mais les premières difficultés apparaissent : le niveau du sol sur lequel reposaient les fondations était trop profond et atteignait une quinzaine de mètres. La partie avant repose sur la tour du XVIe siècle, appartenant aux fortifications du comte Tramontano.
Le moment arrive où une forte friction se crée entre l'administrateur des religieuses dominicaines et l'architecte Valentino, à tel point qu'en 1739 les travaux sont arrêtés et Valentino est suspendu. L'hypothèse pourrait être le retard des travaux ou l'acquisition d'autres tâches par Valentino, qui a ainsi contrevenu aux accords qui lui interdisent de prendre d'autres engagements. Mauro Manieri a pris la relève comme nouvel architecte, appelé directement de Lecce avec les frères Simone qui, à leur tour, se sont engagés en 1742 à achever les travaux.
Les changements introduits par Manieri ne sont visibles que dans les quatre fenêtres latérales, se limitant à fournir la conception de fenêtres similaires à celles réalisées à Lecce dans certaines de ses œuvres. Les chroniques de l'époque nous apprennent que l'église était déjà à moitié bâtie en élévation. Le nouvel architecte Mauro Manieri modifie le plan intérieur et démolit l'église, créant à sa place une cour intérieure et proposant la construction d'une nouvelle, à l'extérieur du monastère. Cependant, cette église ne sera jamais construite.

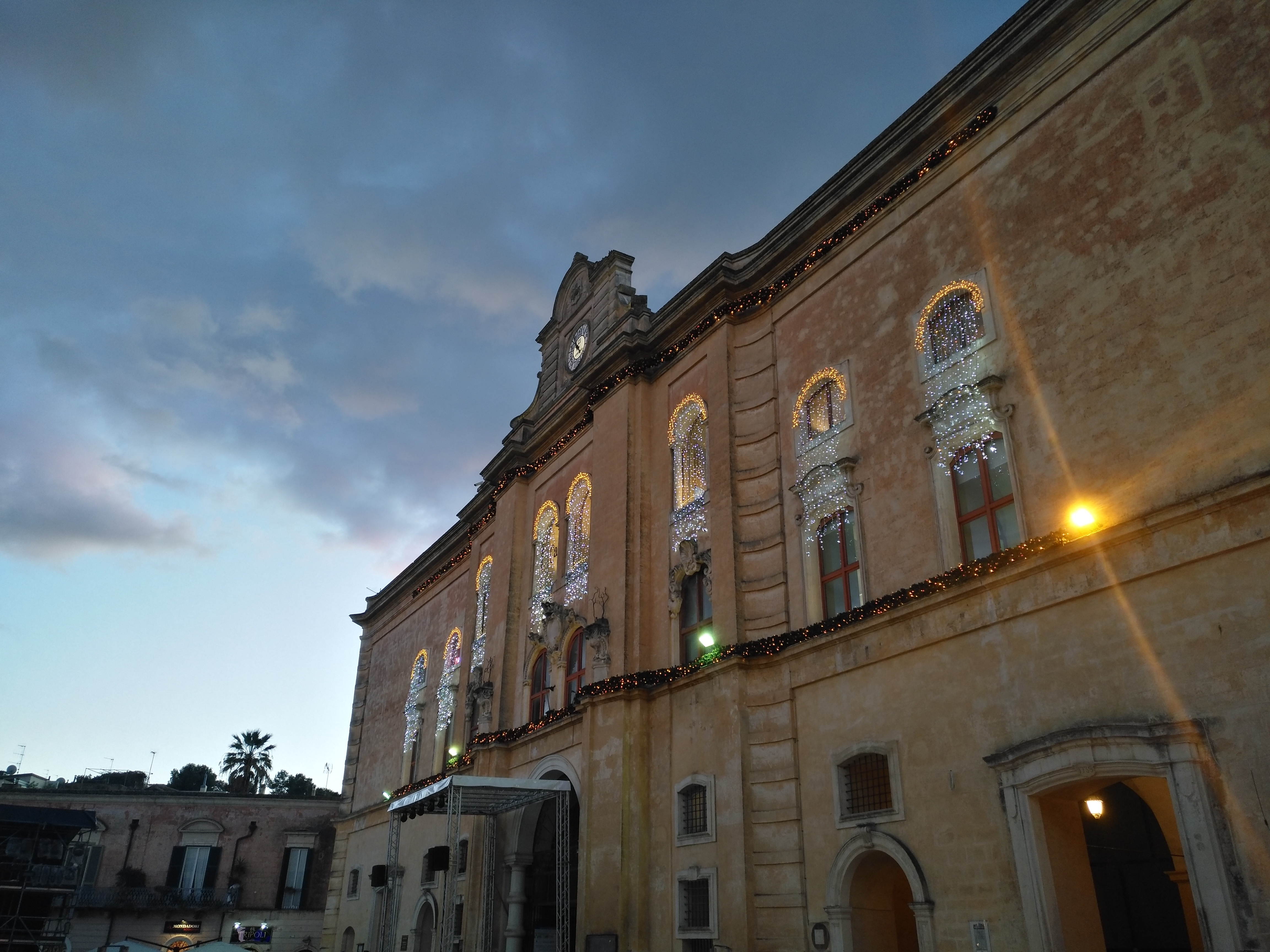
Façade du Palais.

Des structures souterraines on peut déduire un plan de l'ancienne église ayant une base hexagonale avec quatre autels latéraux plus le principal. Avant la fin de l'édifice, les religieuses s'installent temporairement dans d'autres congrégations, ce n'est qu'en 1747 qu'elles prendront possession du nouveau monastère avec l'édifice non encore achevé et sans église construite. Même lorsque les travaux ne sont pas terminés, ce qui ressort est la grandeur de la façade : aux yeux des habitants de Matera, elle apparaît immédiatement énorme pour être, aujourd'hui encore, un terme de comparaison pour tout ce qui semble hors d'échelle. Une centaine d'années plus tard, les religieuses décideront finalement de construire l'église pour donner éclat et plénitude au complexe monastique. En 1844, l'ingénieur Gaetano di Giorgio construisit l'église de l'Annunziata dans la cour centrale du complexe monastique. En 1861, il y eut la suppression du monastère et le transfert des biens au domaine communal.

## Affectations
Le complexe, désormais orphelin, devint en partie le siège de la Cour et des offices judiciaires et en partie le siège du collège. Au début des années 1900, la corniche est construite, sur laquelle l'horloge qui complète la façade principale a été placée. Dans les années 1970, il a été proposé d'installer le nouveau siège de la Bibliothèque provinciale dans le monastère. Pour le Palazzo dell'Annunziata, une tentative a été faite en ce sens pour créer une synthèse entre passé et futur afin de mettre en pratique le travail de restauration de l'ancien bâtiment.
Après le tremblement de terre de 1980, les bureaux judiciaires et le collège sont déplacés dans d'autres bâtiments, compte tenu de la situation dangereuse de l'ancien couvent. Désormais en décrépitude totale, il a été restauré en 1993 et le 14 mai 1998, la bibliothèque provinciale, située à l'intérieur, a été inaugurée en présence du président du Conseil des ministres italien, Romano Prodi. Fondée en 1933, la Bibliothèque provinciale Tommaso Stigliani trouve donc ici son siège définitif. À l'intérieur, en plus de l'importante et vaste collection de livres et de manuscrits, se trouvait une importante collection numismatique.
L'ancienne église servait de cinéma municipal du nom de Gerardo Guerrieri, tandis que certains espaces du rez-de-chaussée abritaient la médiathèque provinciale.